# Великий Ливан
Великий (Большой) Ливан — часть французского мандата после Первой мировой войны, когда решением Лиги Наций мандат на эту территорию был предоставлен Франции. Перед Первой мировой войной территория сегодняшнего Ливана находилась под контролем Османской империи в основном как автономный субъект в центральной части вилайета Бейрута и была частью так называемой Великой Сирии.
Географически — сегодняшний Ливан.

## История
1 сентября 1920 года французский генерал Анри Гуро разделил мандат в Сирии на шесть территорий. Одной из них был Великий Ливан со столицей в Бейруте. Новой территории был предоставлен флаг, представлявший собой изображение ливанского кедра на фоне французского флага.
Великий Ливан был создан для обеспечения поддержки маронитов и других местных христиан во время правления Франции в подмандатной территории. Христианские жители этих земель уже давно мечтали о своей собственной стране, свободной от исламского господства. Действия Франции встретили с их стороны горячую поддержку.
Мусульмане, однако, протестовали против создания Великого Ливана и предоставления ему участка земли — Триполи (который был важным морским портом) и территории, на которой доминируют мусульмане. В 1922 году мусульмане бойкотировали перепись в Ливане и отказались от использования нового удостоверения личности до аннулирования их ливанского гражданства. Многие мусульмане всё время последовательно выступали за объединение с другими районами Великой Сирии.
Название Великий Ливан происходит от автономной области на хребте Ливан, а также присоединённых к ней территорий Триполи и Сидона в долине Бекаа. Автономная область была создана в Ливанских горах в 1861 году, во времена Османской империи, для защиты местных христиан.
Великий Ливан официально просуществовал до вступления в силу первой ливанской Конституции 24 мая 1926 года. После своего создания государство приняло название Ливанская Республика. Её конституционный строй был смоделирован по образцу Французской Третьей республики. Ливан должен был иметь двухпалатный парламент, состоящий из Палаты депутатов и Сената (но от Сената отказались), президента и правительства. Президент должен избираться палатой депутатов на шестилетний срок, он не нёс политической ответственности. Члены парламента должны были избираться.
Для предотвращения конфликтов между последователями разных религий было введено деление должностей среди представителей ведущих религиозных течений. Этот обычай сохраняется и сейчас в Ливане. Так, президент и верховный главнокомандующий армии должен быть христианином, премьер-министр — мусульманином-суннитом и спикер палаты депутатов — шиитом. Количество мест в парламенте были разделено между христианами и мусульманами в отношении 6:5. Первым президентом Великого Ливана — через три дня после принятия Конституции — стал христианин Шарль Даббас.
Теоретически законодательная власть должна была осуществляться парламентом, но в действительности принадлежала правительству, которое писало проекты законов, и парламент всегда их принимал. Окончательные решения по ключевым вопросам принимались французским верховным комиссаром, который часто был причиной недовольства, особенно среди ливанских националистов.
В конце первого срока президентства Даббаса, который истек в 1932 году, не было единодушия среди депутатов по вопросу выбора нового главы государства. Некоторые поддерживали Бишара эль-Хури, другие — Эмиля Эдде. Чтобы выйти из тупика, депутаты предложили шейха Мухаммад аль Джисра, который был премьер-министром и лидером мусульман Триполи. Чтобы не выбирать мусульманина на пост президента, французский верховный комиссар Анри Понсо 9 мая 1932 года приостановил действие конституции и продлил срок президентства Даббаса на год. Недовольные таким поворотом дел, французские власти отозвали Понсо и назначили на его место Дэмиена де Мартеля. Новый Верховный комиссар 30 января 1934 года назначил Хабиба Паша ас-Саада на пост президента. Его срок президентства длился два года.
30 января 1936 года в результате выборов президентом Ливана был избран Эмиль Эдде. Через год после его избрания было объявлено о восстановлении конституции 1926 года и начата подготовка к выборам в парламент. Но действие Конституции снова было приостановлено французами в 1939 году.
Ливан провозгласил независимость в 1941 году (после освобождения англичанами от войск вишистской Франции), она была признана два года спустя. В 1946 году Франция вывела войска из Ливана и признала полную независимость страны.